# Nossebro
Nossebro est une localité de la commune d'Essunga, dont elle est le chef-lieu, dans le comté de Västra Götaland en Suède.
Sa population était de 1966 habitants en 2019.